# Tome (stripauteur)
Tome, pseudoniem voor Philippe Vandevelde (Schaarbeek, 24 februari 1957 – 5 oktober 2019) was een Belgisch stripauteur.

## Levensloop
Als scholier schreef en tekende hij al voor het amateurblad Buck dat werd geleid door Thierry Groensteen. Tijdens een stripcursus leerde hij Jean-Richard Geurts (Janry) en Stéphane De Becker kennen, met wie hij al snel bevriend raakte. Zijn carrière ging van start als assistent van Luc Dupanloup, kortweg Dupa, de auteur van de Dommel-strips. Hij werkte er samen met Janry en zou dat vanaf dan praktisch altijd blijven doen. Ze assisteerden Turk en De Groot, bij hun strips Leonardo, Clifton en Robin Hoed. Daarna gingen ze beide bij Dupuis werken in 1979, om de spelletjespagina (Jeuréka) te verzorgen. 
In 1980 namen ze de stripreeks Robbedoes en Kwabbernoot over van Jean-Claude Fournier. Eerst werd er nog samengewerkt met Cauvin en Broca, maar na een faliekant einde aan hun versie van Robbedoes − die overal de grond werd ingeboord − konden ze helemaal alleen aan de slag. Aanvankelijk werkten ze beiden aan de tekeningen en beiden aan de scenario's, maar na een tijdje werd Tome de scenarist en nam Janry het tekenwerk op zich. Dat leidde overal tot een groot succes, omdat men in Janry's stijl Franquin, het alom geprezen grafisch genie, herkende. 
In 1986 creëerde Tome tezamen met Luc Warnant de stripreeks Soda, waarbij Tome wederom verantwoordelijk was voor de scenario's. Warnant werd na een korte tijd vervangen door tekenaar Bruno Gazzotti en uiteindelijk door Dan Verlinden. Hij nam ook het schrijfwerk over van Bernard Hislaire voor de stripreeks De Mazdabende. In 1987 creëerde Tome tezamen met Janry de stripreeks De Kleine Robbe, die bestond uit individuele korte gags over de jeugd van Robbedoes. Gaandeweg werd deze spin-offstrip nog populairder dan de oorspronkelijke Robbedoes en Kwabbernoot-strip. In de late jaren 90 stopte het tweetal dan ook met het maken van nieuwe Robbedoes-albums, omdat De Kleine Robbe inmiddels veel winstgevender was.
Als scenarist deinsde hij niet terug voor politieke en sociale thema's. In De weg naar Selma kaartte hij rassendiscriminatie aan.

## Series/albums
- De Kleine Robbe (met Janry)
- Robbedoes en Kwabbernoot (met Janry)
- Soda (met Luc Warnant, Bruno Gazzotti en Dan Verlinden)
- De Mazdabende (met Darasse)
- De weg naar Selma (met Philippe Berthet)
- Hard tegen hard (met Ralph Meyer)
- Vuur (met Marc Hardy)

## Trivia
- Op vijfjarige leeftijd was Vandevelde korte tijd blind wegens een operatie. Hij maakte toen kennis met strips; men las hem Kuifjes (onder meer De scepter van Ottokar) en Corentin voor.
- In de film De Kleine Robbe speelde Tome zelf ook een rol (als klant in het hotel).[4]